# Joe King (auteur de comics, 1904-1980)
Joe King, né Joseph B. King le 16 septembre 1904 à Newark dans le New Jersey et mort le 24 janvier 1980 est un auteur de comic strips américain.

## Biographie
Joe King naît le 16 septembre 1904 à Newark dans le New Jersey. Sa famille déménage à Los Angeles puis à 
Canton dans l'Ohio. D'abord photographe pour le journal local The Canton Repository, il illustre ensuite des livres pour enfants dont Mother Goose Secrets de Barbara Webb Bourjaily. Il est alors engagé par Bell Syndicate pour illustrer une rubrique régulière nommée What Does Your Child Want to Know? écrite par C.E. Brown et Barbara Webb Bourjaily. À la fin des années 1920, il produit une série de dessins humoristiques qui sont aussi distribués par syndication,.
En 1927, Joe King est engagé par la Newspaper Enterprise Association (NEA) pour illustrer une nouvelle rubrique intitulée Radiotics, renommée Radiomania en 1932. Celle-ci remplace Bugs dessinée par Don Wootton et qui traitait déjà de la radio. En 1929 Joe King laisse la série et est remplacé par Art Krenz. Après celui-ci viennent Dorothy Urfer, Charles Okerbloom et George Scarbo.
En février 1930, Joe King remplace Irving Knickerbocker pour illustrer une histoire quotidienne intitulée The Tinymites écrite par Hal Cochran. À cette série est ajoutée en 1931 une page dominicale en couleur avec les mêmes personnages mais renommée The Clownies. En 1932, Joe King dessine deux séries animalières : Animal Cracks du 7 juillet 1932 à avril 1933 et Comic Zoo du 11 septembre 1932 au 12 mars 1933. Mais en avril 1933, il abandonne tous ces strips qui sont repris par George Scarbo.
En 1935, Joe King dessine le strip Gabby scénarisé par William Ritt, scénariste de Brick Bradford dessiné par Clarence Gray.Il reste peu de temps sur cette série, du 29 juillet au 26 octobre. Puis entre février et avril 1936, il dessine le strip Ted Towers Animal Master scénarisé par Frank Buck, remplaçant Glen Cravath. Entretemps, le 31 août 1935 il s'est marié avec l'autrice de comic strips Dorothy Urfer. Après 1936, il cesse de dessiner des strips pour les quotidiens et devient illustrateur pour des magazines comme Ladies' Home Journal. Enfin dans les années 1950, il illustre des romans sous le pseudonyme de Joel King.
Il meurt le 24 janvier 1980 à New-York,.